# مارسيلو (لاعب كرة قدم مواليد 1998)
مارسيلو هو لاعب كرة قدم برازيلي في مركز الهجوم، ولد في 17 يناير 1998 في ريبيراو بريتو في البرازيل. لعب مع نادي كروزيرو.